# Alexsandro de Souza
Alex De Souza (n.14 septembrie 1977, Curbita)este un fost jucător de fotbal Brazilian care a jucat 8 ani la Fenerbahçe. Foarte tehnic, cu un șut de picior stâng foarte precis. Alex este un conducător de joc de rară viziune.